# Giải vô địch bóng đá trong nhà U-20 châu Á 2017
Giải vô địch bóng đá trong nhà U-20 châu Á 2017 (tiếng Anh: 2017 AFC U-20 Futsal Championship) là kỳ giải đầu tiên của Giải vô địch bóng đá trong nhà U-20 châu Á, giải bóng đá trong nhà được tổ chức hai năm một lần bởi Liên đoàn bóng đá châu Á (AFC) cho các đội tuyển trẻ nam quốc gia của châu Á. Iran và Thái Lan bày tỏ ý định của làm chủ nhà của giải.
Tổng cộng 21 đội tuyển tham gia giải đấu. 21 đội được phân chia thành bốn bảng (một bảng 6 đội và ba bảng 5 đội), với đội nhất bảng và nhì bảng giành quyền vào tứ kết.
Giải đấu đóng vai trò vòng loại cho giải đấu bóng đá trong nhà tại Thế vận hội Trẻ Mùa hè 2018 ở Buenos Aires, với đội vô địch và á quân giành quyền giải đấu của nam, nơi họ sẽ được đại diện bởi các đội tuyển U-18.

## Đội tuyển vượt qua vòng loại
Không có vòng loại, và tất cả các đội được giành quyền vào vòng chung kết.
22 đội tuyển sau đây tham gia giải. Ban đầu Ả Rập Saudi đăng ký nhưng đã quyết định rút lui trước khi bốc thăm.
- Afghanistan
- Bahrain
- Brunei
- Trung Quốc
- Đài Bắc Trung Hoa
- Hồng Kông
- Indonesia
- Iran
- Iraq
- Nhật Bản
- Kyrgyzstan
- Liban
- Malaysia
- Mông Cổ
- Myanmar
- Qatar
- Ả Rập Xê Út (rút lui)
- Tajikistan
- Thái Lan (chủ nhà)
- UAE
- Uzbekistan
- Việt Nam

## Địa điểm
Các trận đấu được diễn ra tại Đấu trường Bangkok và sân vận động trong nhà Huamark ở Băng Cốc.
| Nong Chok          | Đô thị Băng Cốc                                                              | Bang Kapi                      |
| ------------------ | ---------------------------------------------------------------------------- | ------------------------------ |
| Đấu trường Bangkok | Đô thị Băng Cốc                                                              | Sân vận động trong nhà Huamark |
| Sức chứa: 12,000   | Đô thị Băng Cốc                                                              | Sức chứa: 10,000               |
|                    | Nong ChokBang KapiGiải vô địch bóng đá trong nhà U-20 châu Á 2017 (Băng Cốc) |                                |

## Đội hình
Các cầu thủ sinh ra sau ngày 1 tháng 1 năm 1997 có đủ điều kiện để cạnh tranh trong giải đấu. Mỗi đội tuyển có thể đăng ký tối đa 14 cầu thủ (tối thiểu hai cầu thủ trong số họ phải là thủ môn).

## Trọng tài
Trọng tài
- Shepherd Ryan John
- Turner Darius Mark
- Osama Saeed Idrees
- Liu Jianqiao
- Lee Po-fu
- Vahid Arzpeyma Mohammreh
- Hasan Mousa Al-Gburi
- Hawkar Salar Ahmed
- Takeshi Fujita
- Husein Mahmoud Khalaileh
- Nurdin Bukuev
- Mohamad Chami
- Helday Idang
- Rey Ritaga Martinez
- Azat Hajypolatov
- Khamis Hasan Al-Shamsi
- Anatoliy Rubakov
- Trương Quốc Dũng

## Bốc thăm
Bốc thăm cho giải đấu vòng chung kết được tổ chức vào ngày 30 tháng 3 năm 2017, lúc 15:00 ICT (UTC+7), tại khách sạn hội nghị Grand Fourwings ở Băng Cốc. 21 đội tuyển đã được rút thăm thành một bảng 6 đội (Bảng A) và ba bảng 5 đội (Bảng B, C và D), với chủ nhà Thái Lan được tự động gán cho vị trí A1 trong bốc thăm.
Vì không có phiên bản trước đó, các đội tuyển đã được gieo hạt giống theo thành tích của các đội tuyển trẻ của họ trong giải vô địch bóng đá trong nhà châu Á 2016.
| Nhóm 1                                                  | Nhóm 2                                     | Nhóm 3                                                  | Nhóm 4        | Nhóm 5 (chưa xếp hạng)                                                             |
| ------------------------------------------------------- | ------------------------------------------ | ------------------------------------------------------- | ------------- | ---------------------------------------------------------------------------------- |
| 1. Iran 2. Uzbekistan 3. Thái Lan (chủ nhà) 4. Việt Nam | 1. Nhật Bản 2. Iraq 3. Kyrgyzstan 4. Qatar | 1. Trung Quốc 2. Malaysia 3. Liban 4. Đài Bắc Trung Hoa | 1. Tajikistan | - Afghanistan - Bahrain - Brunei - Hồng Kông - Indonesia - Mông Cổ - Myanmar - UAE |

## Vòng bảng
Hai đội tuyển hàng đầu của mỗi bảng giành quyền vào tứ kết.

Các tiêu chí
Các đội bóng xếp hạng dựa vào số điểm (3 điểm cho một trận thắng, 1 điểm cho một trận hòa, 0 điểm cho một trận thua), Và nếu số điểm bằng nhau thì các tiêu chí sau đây theo thứ tự nhất định để xác định thứ hạng (Quy định theo điều 10.5):
1. Tổng số điểm đối đầu trong một bảng;
2. Hiệu số bàn thắng bại đối đầu trong một bảng;
3. Tổng bàn thắng đối đầu trong một bảng;
4. Nếu có từ hai đội trở lên khi xét các tiêu chí trên vẫn bằng nhau thì tiếp tục xét các tiêu chí sau đây để xếp hạng.
5. Hiệu số bàn thắng bại toàn bảng;
6. Tổng số bàn thắng toàn bảng;
7. Sút luân lưu để xác định thứ hạng nếu hai đội gặp nhau ở vòng cuối cùng;
8. Xét đến thẻ phạt (thẻ vàng = 1 điểm, thẻ đỏ bằng 2 thẻ vàng = 3 điểm, thẻ đỏ trực tiếp = 3 điểm, thẻ vàng rồi thẻ đỏ trực tiếp = 4 điểm);
9. Bốc thăm.

Tất cả thời gian được giờ địa phương, ICT (UTC+7).

### Bảng A
| VT | Đội          | ST | T | H | B | BT | BB | HS  | Đ  | Giành quyền tham dự     |
| -- | ------------ | -- | - | - | - | -- | -- | --- | -- | ----------------------- |
| 1  | Iraq         | 5  | 5 | 0 | 0 | 25 | 10 | +15 | 15 | Vòng đấu loại trực tiếp |
| 2  | Thái Lan (H) | 5  | 4 | 0 | 1 | 30 | 10 | +20 | 12 | Vòng đấu loại trực tiếp |
| 3  | Afghanistan  | 5  | 3 | 0 | 2 | 27 | 15 | +12 | 9  |                         |
| 4  | Malaysia     | 5  | 2 | 0 | 3 | 18 | 17 | +1  | 6  |                         |
| 5  | Bahrain      | 5  | 1 | 0 | 4 | 7  | 22 | −15 | 3  |                         |
| 6  | Brunei       | 5  | 0 | 0 | 5 | 8  | 41 | −33 | 0  |                         |

| Iraq                                 | 4–1      | Bahrain         |
| ------------------------------------ | -------- | --------------- |
| Saad 4', 30' · Abbas 10' · Fahad 28' | Chi tiết | Eid 10' (ph.đ.) |

| Brunei    | 1–14     | Afghanistan |
| --------- | -------- | --- |
| Radhi 20' | Chi tiết | A. Jafari 4' · J. Haidari 7', 24', 25', 25', 31', 37' · H. A. Jafari 7' · Mahmoodi 11' · M. Haidari 26' · Samimi 29', 29' · Sharif Zada 36' · Ahmadi 40' |

| Malaysia              | 2–5      | Thái Lan                                                             |
| --------------------- | -------- | -------------------------------------------------------------------- |
| Saad 27' · Farikh 40' | Chi tiết | Tanachot 14' · Panut 21' · Muhammad 24' · Weerasak 40' · Jirasin 40' |

| Malaysia              | 1–4      | Afghanistan                               |
| --------------------- | -------- | ----------------------------------------- |
| M. Haidari 31' (l.n.) | Chi tiết | J. Haidari 4' · H. A. Jafari 6', 15', 37' |

| Iraq                                                    | 6–1      | Brunei         |
| ------------------------------------------------------- | -------- | -------------- |
| Fahad 4' · Muheb 13', 40' · Ghaith 14' · Hasan 20', 36' | Chi tiết | Abdul Azim 40' |

| Thái Lan                                        | 4–0      | Bahrain |
| ----------------------------------------------- | -------- | ------- |
| Sarawut 19' · Muhammad 36' · Ronnachai 37', 39' | Chi tiết |         |

| Bahrain     | 1–6      | Malaysia                                                           |
| ----------- | -------- | ------------------------------------------------------------------ |
| Mohamed 34' | Chi tiết | Aidil 16' · Awalluddin 19', 20', 28' · Amirul 26' · Nurasyraaf 31' |

| Afghanistan                        | 3–4      | Iraq                                  |
| ---------------------------------- | -------- | ------------------------------------- |
| J. Haidari 4', 34' · A. Jafari 25' | Chi tiết | Fahad 6' · Hasan 32', 32' · Abbas 38' |

| Thái Lan | 10–0     | Brunei |
| --- | -------- | ------ |
| Sarawut 6', 18', 36' · Jirayu 7' · Adeni 17' (l.n.) · Panut 28', 29' · Weerasak 29' · Muhammad 31' · Ronnachai 38' | Chi tiết |        |

| Iraq                                         | 4–2      | Malaysia                          |
| -------------------------------------------- | -------- | --------------------------------- |
| Fahad 5' · Hasan 25' · Saad 26' · Moamin 31' | Chi tiết | A. Hussain 22' (l.n.) · Aidil 37' |

| Brunei                              | 3–4      | Bahrain                                   |
| ----------------------------------- | -------- | ----------------------------------------- |
| Azim 11' · Khaliq 27' · Nazirul 37' | Chi tiết | Husain 2', 35' · Ahmed 12' · Aldoseri 21' |

| Afghanistan    | 1–8      | Thái Lan                                                                               |
| -------------- | -------- | -------------------------------------------------------------------------------------- |
| J. Haidari 11' | Chi tiết | Muhammad 16', 18', 23', 23' · Weerasak 17' · Witsanu 20' · Worrapluch 34', 40' (ph.đ.) |

| Bahrain   | 1–5      | Afghanistan                                                        |
| --------- | -------- | ------------------------------------------------------------------ |
| Ahmed 30' | Chi tiết | H. A. Jafari 6' · Ahmadi 21', 33' · Hasan Zadah 31' · Mahmoodi 40' |

| Malaysia | 7–3      | Brunei |
| -------- | -------- | ------ |
|          | Chi tiết |        |

| Thái Lan | 3–7      | Iraq |
| -------- | -------- | ---- |
|          | Chi tiết |      |

### Bảng B
| VT | Đội               | ST | T | H | B | BT | BB | HS  | Đ | Giành quyền tham dự     |
| -- | ----------------- | -- | - | - | - | -- | -- | --- | - | ----------------------- |
| 1  | Indonesia         | 4  | 2 | 2 | 0 | 15 | 9  | +6  | 8 | Vòng đấu loại trực tiếp |
| 2  | Nhật Bản          | 4  | 2 | 2 | 0 | 15 | 9  | +6  | 8 | Vòng đấu loại trực tiếp |
| 3  | Việt Nam          | 4  | 2 | 1 | 1 | 11 | 10 | +1  | 7 |                         |
| 4  | Tajikistan        | 4  | 1 | 1 | 2 | 16 | 14 | +2  | 4 |                         |
| 5  | Đài Bắc Trung Hoa | 4  | 0 | 0 | 4 | 6  | 21 | −15 | 0 |                         |

| Đài Bắc Trung Hoa | 0–4      | Nhật Bản                                      |
| ----------------- | -------- | --------------------------------------------- |
|                   | Chi tiết | Nakamura 15' · Shimizu 25', 34' · Uematsu 38' |

| Indonesia                                                     | 5–3      | Tajikistan                              |
| ------------------------------------------------------------- | -------- | --------------------------------------- |
| Faishal 13' · Syauqi 23', 30' · Rio Pangestu 28' · Arjuna 38' | Chi tiết | Hamidov 4' · Vositzoda 12' · Kuziev 25' |

| Tajikistan                  | 2–4      | Việt Nam                                   |
| --------------------------- | -------- | ------------------------------------------ |
| Vositzoda 8' · Sardorov 24' | Chi tiết | Nguyên 3' · Lân 5' · Quang 30' · Thành 36' |

| Indonesia                                                                         | 6–2      | Đài Bắc Trung Hoa |
| --------------------------------------------------------------------------------- | -------- | ----------------- |
| Syauqi 4', 9', 10', 13' · Lin Chih-Hung 5' (l.n.) · Arjuna 33' · Rio Pangestu 36' | Chi tiết | Lin Chih-Hung 6'  |

| Việt Nam | 1–1      | Indonesia  |
| -------- | -------- | ---------- |
| Linh 34' | Chi tiết | Samuel 39' |

| Nhật Bản                                                 | 5–5      | Tajikistan                                         |
| -------------------------------------------------------- | -------- | -------------------------------------------------- |
| Jiei 14' · Uematsu 17' · Shimizu 23', 34' · Nakamura 40' | Chi tiết | Sardorov 1', 1', 36' · S. Firuz 16' · B. Firuz 40' |

| Nhật Bản                             | 3–3      | Indonesia           |
| ------------------------------------ | -------- | ------------------- |
| Yamada 13' · Okada 14' · Shimizu 34' | Chi tiết | Samuel 9', 37', 40' |

| Đài Bắc Trung Hoa                     | 4–5      | Việt Nam                                        |
| ------------------------------------- | -------- | ----------------------------------------------- |
| Huang 6' · Lai 8' · Tan 10' · Lin 30' | Chi tiết | Linh 16' · Lân 17' · Thành 29' · Trung 37', 40' |

| Tajikistan                                                               | 6–0      | Đài Bắc Trung Hoa |
| ------------------------------------------------------------------------ | -------- | ----------------- |
| Kuziev 4', 23' · Sangov 16' · Halimov 36' · Bekmurodov 40' · Sidzoda 40' | Chi tiết |                   |

| Việt Nam | 1–3      | Nhật Bản                                |
| -------- | -------- | --------------------------------------- |
| Linh 22' | Chi tiết | Shimizu 6' · Higuchi 12' · Nakamura 21' |

### Bảng C
| VT | Đội        | ST | T | H | B | BT | BB | HS  | Đ  | Giành quyền tham dự     |
| -- | ---------- | -- | - | - | - | -- | -- | --- | -- | ----------------------- |
| 1  | Uzbekistan | 4  | 3 | 1 | 0 | 24 | 10 | +14 | 10 | Vòng đấu loại trực tiếp |
| 2  | Liban      | 4  | 3 | 1 | 0 | 16 | 5  | +11 | 10 | Vòng đấu loại trực tiếp |
| 3  | Hồng Kông  | 4  | 2 | 0 | 2 | 8  | 13 | −5  | 6  |                         |
| 4  | Myanmar    | 4  | 1 | 0 | 3 | 7  | 16 | −9  | 3  |                         |
| 5  | Qatar      | 4  | 0 | 0 | 4 | 8  | 19 | −11 | 0  |                         |

| Liban                                          | 3–0      | Qatar |
| ---------------------------------------------- | -------- | ----- |
| Kouyoumjian 2' · Saber 12' · Alsadi 33' (l.n.) | Chi tiết |       |

| Hồng Kông                               | 2–1      | Myanmar         |
| --------------------------------------- | -------- | --------------- |
| Min Thu 21' (l.n.) · Leung Sin Fung 40' | Chi tiết | Ye Lin Htun 11' |

| Myanmar | 0–5      | Uzbekistan                                         |
| ------- | -------- | -------------------------------------------------- |
|         | Chi tiết | Rizo 15', 22', 32' · Ilhomjon 16' · Khusniddin 23' |

| Hồng Kông | 1–2      | Liban                                 |
| --------- | -------- | ------------------------------------- |
|           | Chi tiết | Albaba 3' · Saber 7' · Liu Kin Po 40' |

| Uzbekistan                                                                                     | 8–2      | Hồng Kông                            |
| ---------------------------------------------------------------------------------------------- | -------- | ------------------------------------ |
| Ilhomjon 9', 21' · Akbar 10', 20' · Khusniddin 15' · Ismatullaev 26' · Botirbek 38' · Asli 39' | Chi tiết | Cheung Chak Wai 12' · Liu Kin Po 12' |

| Qatar                  | 2–6      | Myanmar                                                                                            |
| ---------------------- | -------- | -------------------------------------------------------------------------------------------------- |
| Khalid 22' · Ahmed 24' | Chi tiết | Shine Htet Aung 5', 36' · Htet Wai Thein 11' · Pyae Phyo Maung 23' · Ye Lin Htun 33' · Min Thu 40' |

| Qatar                     | 2–3      | Hồng Kông                 |
| ------------------------- | -------- | ------------------------- |
| Obaid 21' · Albalushi 39' | Chi tiết | Cheung 17' · Liu 27', 38' |

| Liban                                           | 4–4      | Uzbekistan                                                      |
| ----------------------------------------------- | -------- | --------------------------------------------------------------- |
| El Khoury 12' · Koukezian 17', 38' · Albaba 18' | Chi tiết | Saber 15' (l.n.) · Usmonov 17' · Nishonov 25' · Ismatullaev 31' |

| Myanmar | 0–7      | Liban                                                                                                  |
| ------- | -------- | --- |
|         | Chi tiết | Hammoud 13' · Al Ame 20' · El Khoury 24' · Htun 32' (l.n.) · Kouyoumjian 35', 35' · Selwan 35' (ph.đ.) |

| Uzbekistan                                                             | 7–4      | Qatar                                                    |
| ---------------------------------------------------------------------- | -------- | -------------------------------------------------------- |
| Usmonov 3', 22', 22', 27' · Erkinov 11' · Rizaev 11' · Ismatullaev 14' | Chi tiết | Al-Jalham 20' (ph.đ.) · Guleid 23' · Al-Hashemi 37', 39' |

### Bảng D
| VT | Đội        | ST | T | H | B | BT | BB | HS  | Đ  | Giành quyền tham dự     |
| -- | ---------- | -- | - | - | - | -- | -- | --- | -- | ----------------------- |
| 1  | Iran       | 4  | 4 | 0 | 0 | 27 | 2  | +25 | 12 | Vòng đấu loại trực tiếp |
| 2  | Mông Cổ    | 4  | 2 | 1 | 1 | 10 | 12 | −2  | 7  | Vòng đấu loại trực tiếp |
| 3  | UAE        | 4  | 2 | 0 | 2 | 11 | 14 | −3  | 6  |                         |
| 4  | Kyrgyzstan | 4  | 0 | 2 | 2 | 8  | 19 | −11 | 2  |                         |
| 5  | Trung Quốc | 4  | 0 | 1 | 3 | 6  | 15 | −9  | 1  |                         |

| Trung Quốc                                          | 3–3      | Kyrgyzstan                               |
| --------------------------------------------------- | -------- | ---------------------------------------- |
| Paiheierding 12' · Xu Guanbin 12' · Wang Jiahao 27' | Chi tiết | Isakov 1' · Tursunov 2' · Zholdoshov 30' |

| UAE                         | 3–5      | Mông Cổ                                               |
| --------------------------- | -------- | ----------------------------------------------------- |
| Juma 3', 16' · A. Ahmed 38' | Chi tiết | Temuujin 13', 22' · Battulga 20', 24' · Bat-Orgil 38' |

| Mông Cổ | 0–6      | Iran                                                                  |
| ------- | -------- | --------------------------------------------------------------------- |
|         | Chi tiết | Taheri 7' · Rezapour 11', 20' · Lotfi 13' · Kadkhoda 16' · Karimi 30' |

| UAE                                  | 3–1      | Trung Quốc      |
| ------------------------------------ | -------- | --------------- |
| Saeed 23' · A. Ahmed 25' · Salem 36' | Chi tiết | Wang Jiahao 18' |

| Iran                                                   | 5–1      | UAE          |
| ------------------------------------------------------ | -------- | ------------ |
| Kadkhoda 5', 37' · M. Karimi 24' · Ghahramani 25', 36' | Chi tiết | A. Ahmed 30' |

| Kyrgyzstan          | 2–2      | Mông Cổ                     |
| ------------------- | -------- | --------------------------- |
| Zholdubaev 18', 40' | Chi tiết | Ganzorig 13' · Temuujin 38' |

| Kyrgyzstan                                     | 3–4      | UAE                                                  |
| ---------------------------------------------- | -------- | ---------------------------------------------------- |
| Tashtanov 1' · Zholdoshov 22' · Zholdubaev 36' | Chi tiết | Alhayas 17' · Juma 19' · A. Ahmed 32' · H. Ahmed 40' |

| Trung Quốc | 1–6      | Iran                                                                                  |
| ---------- | -------- | ------------------------------------------------------------------------------------- |
| Wang 34'   | Chi tiết | Zhou 5' (l.n.) · Jame 15' · Taheri 19' · H. Karimi 33' · Heidari 36' · Ghahramani 40' |

| Mông Cổ                                  | 3–1      | Trung Quốc |
| ---------------------------------------- | -------- | ---------- |
| Yesukhei 5' · Temuujin 6' · Battulga 34' | Chi tiết | Zhou 2'    |

| Iran | 10–0     | Kyrgyzstan |
| --- | -------- | ---------- |
| Kadkhoda 7', 20' · Jame 7' · Ghahramani 8' · M. Karimi 15' · H. Karimi 26', 27' · Khani 34' · Taheri 40' | Chi tiết |            |

## Vòng đấu loại trực tiếp
Trong vòng đấu loại trực tiếp, thêm thời gian và loạt sút phạt đền được sử dụng để quyết định đội thắng nếu cần thiết, ngoại trừ cho tranh hạng ba nơi việc loạt sút phạt đền (không có thêm thời gian) được sử dụng để quyết định đội thắng nếu cần thiết (Quy định Điều 14.1 và 15.1).

### Sơ đồ
|  | Tứ kết                             | Tứ kết                             |                                    |    | Bán kết       | Bán kết       |  |  | Chung kết | Chung kết |
|  |                                    |                                    |                                    |    |               |               |  |  |           |           |
|  | 22 tháng 5 – Băng Cốc (Đấu trường) |                                    |                                    |    |               |               |  |  |           |           |
|  |                                    |                                    |                                    |    |               |               |  |  |           |           |
|  | Indonesia                          | 2                                  |                                    |    |               |               |  |  |           |           |
|  | Indonesia                          | 2                                  | 24 tháng 5 – Băng Cốc (Đấu trường) |    |               |               |  |  |           |           |
|  | Thái Lan                           | 4                                  |                                    |    |               |               |  |  |           |           |
|  | Thái Lan                           | 4                                  | Thái Lan                           | 5  |               |               |  |  |           |           |
|  | 22 tháng 5 – Băng Cốc (Huamark)    |                                    | Thái Lan                           | 5  |               |               |  |  |           |           |
|  |                                    | Iran (s.h.p.)                      | 7                                  |    |               |               |  |  |           |           |
|  | Iran                               | Iran (s.h.p.)                      | 7                                  | 6  |               |               |  |  |           |           |
|  | Iran                               |                                    | 26 tháng 5 – Băng Cốc (Đấu trường) | 6  |               |               |  |  |           |           |
|  | Liban                              | 2                                  |                                    |    |               |               |  |  |           |           |
|  | Liban                              | 2                                  | Iran                               | 2  |               |               |  |  |           |           |
|  | 22 tháng 5 – Băng Cốc (Đấu trường) |                                    | Iran                               | 2  |               |               |  |  |           |           |
|  |                                    | Iraq                               | 0                                  |    |               |               |  |  |           |           |
|  | Iraq                               | Iraq                               | 0                                  | 1  |               |               |  |  |           |           |
|  | Iraq                               | 24 tháng 5 – Băng Cốc (Đấu trường) |                                    | 1  |               |               |  |  |           |           |
|  | Nhật Bản                           | 0                                  |                                    |    |               |               |  |  |           |           |
|  | Nhật Bản                           | 0                                  | Iraq                               | 5  |               |               |  |  |           |           |
|  | 22 tháng 5 – Băng Cốc (Huamark)    |                                    | Iraq                               | 5  |               |               |  |  |           |           |
|  |                                    | Uzbekistan                         | 1                                  |    | Tranh hạng ba | Tranh hạng ba |  |  |           |           |
|  | Uzbekistan (s.h.p.)                | Uzbekistan                         | 1                                  | 10 | Tranh hạng ba | Tranh hạng ba |  |  |           |           |
|  | Uzbekistan (s.h.p.)                |                                    | 25 tháng 5 – Băng Cốc (Đấu trường) | 10 |               |               |  |  |           |           |
|  | Mông Cổ                            | 7                                  |                                    |    |               |               |  |  |           |           |
|  | Mông Cổ                            | 7                                  | Thái Lan                           | 8  |               |               |  |  |           |           |
|  |                                    |                                    |                                    |    |               |               |  |  |           |           |
|  | Uzbekistan                         | 1                                  |                                    |    |               |               |  |  |           |           |
|  | Uzbekistan                         | 1                                  |                                    |    |               |               |  |  |           |           |

### Tứ kết
| Iraq | TK1      | Nhật Bản |
| ---- | -------- | -------- |
|      | Chi tiết |          |

| Uzbekistan | TK3      | Mông Cổ |
| ---------- | -------- | ------- |
|            | Chi tiết |         |

| Indonesia | TK2      | Thái Lan |
| --------- | -------- | -------- |
|           | Chi tiết |          |

| Iran | TK4      | Liban |
| ---- | -------- | ----- |
|      | Chi tiết |       |

### Bán kết
Đội thắng vòng loại cho giải đấu bóng đá trong nhà Olympic.
| Thái Lan                                           | 5–7 (s.h.p.) | Iran                                                                      |
| -------------------------------------------------- | ------------ | ------------------------------------------------------------------------- |
| Panat 1', 10', 48' · Worrapluch 40' · Muhammad 45' | Chi tiết     | Lotfi 2', 43', 47' · Taheri 12' · Jame 39' · H. Karimi 46' · Kadkhoda 50' |

| Iraq                                                               | 5–1      | Uzbekistan       |
| ------------------------------------------------------------------ | -------- | ---------------- |
| Hussein 15', 24' · Abbas 23' · Fahad 32' · Mukhammadiev 38' (l.n.) | Chi tiết | Mukhammadiev 31' |

### Tranh hạng ba
| Thái Lan                                                                                              | 8–1      | Uzbekistan      |
| --- | -------- | --------------- |
| Muhammad 1' · Weerasak 3' · Witsanu 12', 20' · Panat 21' · Tanachot 25' · Sarawut 26' · Ronnachai 31' | Chi tiết | Ismatullaev 32' |

### Chung kết
| Iran                          | 2–0      | Iraq |
| ----------------------------- | -------- | ---- |
| Rezapour 4' · Zaid 10' (l.n.) | Chi tiết |      |

## Vô địch
| Vô địch giải vô địch bóng đá trong nhà U-20 châu Á 2017 |
| ------------------------------------------------------- |
| · Iran · Lần đầu tiên                                   |

## Giải thưởng
Các giải thưởng đã được trao sau khi kết thúc giải đấu:
| Vua phá lưới  | Cầu thủ xuất sắc nhất | Giải phong cách |
| ------------- | --------------------- | --------------- |
| Akbar Usmonov | Touhid Lotfi          | Thái Lan        |

## Thống kê

### Cầu thủ ghi bàn
13 bàn
- Akbar Usmonov

10 bàn
- Jawad Haidari

9 bàn
- Muhammad Osamanmusa
- Panat Kittipanuwong

7 bàn
- Hamzeh Kadkhoda

6 bàn
- Syauqi Saud
- Touhid Lotfi
- Kazuya Shimizu
- Sarawut Phalaphruek

5 bàn
- Hassan Ali Jafari
- Samuel Eko
- Mohammad Taheri
- Abbas Ali Dakheel
- Fahad Methaq Al-Azzawi
- Hasan Kadhim Hilfi
- Altansukh Temuujin
- Weerasak Srichai

4 bàn
- Liu Kin Po
- Samuel Eko
- Hamid Ghahramani
- Fahad Methaq Al-Azzawi
- Altansukh Temuujin
- Fayzali Sardorov
- Sarawut Phalaphruek
- Abdulla Ahmed

3 bàn
- Wang Jiahao
- Lin Chih-hung
- Hamidreza Karimi
- Mahdi Karimi
- Mohammad Taheri
- Ali Saad Hameed
- Mirlan Zholdubaev
- Mohamad Awalluddin bin Mat Nawi
- Batbaatar Battulga
- Umed Kuziev
- Panat Kittipanuwong
- Ronnachai Jungwongsuk
- Weerasak Srichai
- Saeed Juma
- Ilhomjon Hamroev
- Khusniddin Nishonov
- Ravshan Ismatullaev
- Said Rizo Mirsharofov

2 bàn
- Abbas Ahmadi
- Ali Jafari
- Farzad Mahmoodi
- Mohammad Wahid Samimi
- Ali Hussain
- Sadeq Ahmed
- Cheung Chak Wai
- Arjuna Rinaldi
- Rio Pangestu Putra
- Mohammad Heidari
- Mohammad Jame
- Sahand Rezapour
- Abbas Ali Dakheel
- Muheb Aldeen Al-Taie
- Jiei Yamada
- Koto Uematsu
- Mitsuru Nakamura
- Mamatziia Zholdoshov
- Georgio El Khoury
- Hussen Albaba
- Michel Saber
- Serge Kouyoumjian
- Steve Koukezian
- Muhammad Aidil Shahril bin Rosli
- Shine Htet Aung
- Ye Lin Htun
- Ahmed Al-Jalham
- Hamad Al-Hashemi
- Firuz Bekmurodov
- Firuz Sangov
- Iqboli Vositzoda
- Worrapluch Jiwajaratrong
- Botirbek Rizaev
- Dương Ngọc Linh
- Nguyễn Tuấn Thành
- Trần Nhật Trung
- Vũ Ngọc Lân

1 bàn
- Abbas Ahmadi
- Hosanin Hasan Zadah
- Morteza Haidari
- Morteza Sharif Zada
- Ebrahim Aldoseri
- Mohamed Eid
- Mohamed Saleem
- Abdul Azin Boll Hassan
- Mohd Abdul Azim
- Mohd Radhi Raduan
- Muhd Abdul Khaaliq
- Nazirul Haziq Adeni
- Paiheierding Tudahong
- Xu Guanbin
- Zou Lei
- Huang Chieh
- Lai Ming-hui
- Tan Wu-ling
- Leung Sin Fung
- Faishal Ammar
- Omid Khani
- Touhid Lotfi
- Ghaith Riyadh Arab
- Moamin Fawzi Jaafar
- Shokei Okada
- Aktai Tashtanov
- Arstanbek Tursunov
- Damir Isakov
- Hassan Alame
- Mouhammad Hammoud
- Jamal Selwan
- Muhammad Amirul bin Sugito
- Muhammad Farikh Khabibor Rahman
- Muhammad Nurasyraaf
- Muhammad Saad bin Abdul Sani
- Erdenebat Bat-Orgil
- Tsolomnbaatar Ganzorig
- Yesukhei Oyunbileg
- Htat Wat Thein
- Min Thu
- Pyae Phyo Maung
- Abdulla Guleid
- Khalid Al-Hanaei
- Obaid Abusharida
- Salim Albalushi
- Shavqat Halimov
- Shohruh Hamidov
- Somon Saidzoda
- Jirasin Kimseng
- Jirayu Sam Twigg
- Tanachot Sosawaeng
- Witsanu Meemakbang
- Abdalla Mohamed Alhayas
- Hamad Salem
- Humaid Ahmed
- Sultan Saeed
- Asli Mukhammadiev
- Khushnur Erkinov
- Phạm Văn Nguyên
- Từ Minh Quang

1 bàn phản lưới
- Morteza Haidari (trận đấu đấu  Malaysia)
- Nazirul Haziq Adeni (trận đấu đấu  Thái Lan)
- Zhou Xu (trận đấu đấu  Iran)
- Ali Hussein Al-Sudani (trận đấu đấu  Malaysia)
- Michel Saber (trận đấu đấu  Uzbekistan)
- Min Thu (trận đấu đấu  Liban)
- Ye Lin Htun (trận đấu đấu  Hồng Kông)
- Jassim Alsadi (trận đấu đấu  Liban)

Nguồn: the-afc.com 

### Đội tuyển vượt qua vòng loại cho Thế vận hội Trẻ
Hai đội tuyển sau đây từ AFC được vượt qua vòng loại cho Thế vận hội Trẻ 2018, nơi họ sẽ được đại diện bởi các đội tuyển đại diện U-18 của họ.
| Đội tuyển | Tư cách             | Lần tham dự trước đó trong giải đấu |
| --------- | ------------------- | ----------------------------------- |
| Iran      | 24 tháng 5 năm 2017 | 0 (lần đầu)                         |
| Iraq      | 24 tháng 5 năm 2017 | 0 (lần đầu)                         |

Lưu ý: Khi tham gia trong đội tuyển thể thao (bóng đá trong nhà, bóng ném bãi biển, khúc côn cầu và bóng bầu dục bảy người) được giới hạn trong một đội tuyển mỗi giới tính cho mỗi Ủy ban Olympic quốc gia (NOC), các đội tuyển đang tham gia giải đấu bóng đá trong nhà Thế vận hội Trẻ 2018 sẽ được xác nhận bởi giữa năm 2018 sau khi mỗi NOC được vượt qua vòng loại xác nhận sự tham gia của họ và bất kỳ địa điểm vòng loại chưa được sử dụng nào được tái phân bổ.